# Долни Нерадовац
Долни Нерадовац или Долно Нерадовец (на сръбски: Доњи Нерадовац или Donji Neradovac) е село в Югоизточна Сърбия, Пчински окръг, Град Враня, община Враня.

## География
Селото е разположено във Вранската котловина близо до левия бряг на река Южна Морава, при влизането на Нерадовската река в нея. Отстои на
6 км южно от окръжния и общински център Враня, на югозапад от село Рибинце, на северозапад от село Купининце и непосредствено на юг от село Горни Нерадовац. През селото минава международен път Е75. Също така при селото има железопътна спирка на линията Белград-Скопие.

## История
По време на Първата световна война селото е във военновременните граници на Царство България, като административно е част от Вранска околия на Врански окръг и е център на Долнонерадовската община.

## Население
Според преброяването на населението от 2011 г. селото има 947 жители.

### Етнически състав
Данните за етническия състав на населението са от преброяването през 2002 г.
- сърби – 632 жители (99,84%)
- македонци – 1 жител (0,15%)